# Makamenggit
Makamenggit is een bestuurslaag in het regentschap Oost-Soemba van de provincie Oost-Nusa Tenggara, Indonesië. Makamenggit telt 1367 inwoners (volkstelling 2010).